# Walther Ludwig (Sänger)
Walther Ludwig, eigentlich Walther Ludewig (* 17. März 1902 in Bad Oeynhausen; † 15. Mai 1981 in Lahr/Schwarzwald), war ein deutscher Opern- und Konzertsänger (Tenor).

## Leben
Walther Ludwig stammte aus einer Kaufmannsfamilie. Sein Geburtsname war eigentlich Ludewig, den er jedoch auf Ludwig änderte. Er machte sein Abitur in Herford und absolvierte zunächst eine Banklehre. Dann begann er ein Universitätsstudium in den Fächern Jura und Medizin an den Universitäten in Freiburg, München, Münster und Königsberg. Nebenher nahm er Gesangsunterricht. Während seines Studiums wurde er 1924 Mitglied der Burschenschaft Franconia Freiburg. 
In Königsberg wechselte Ludwig endgültig zur Sängerlaufbahn. 1928 debütierte er dort am Stadttheater als lyrischer Tenor. Von 1929 bis 1932 folgte ein Engagement am Staatstheater Schwerin. Dort sang er u. a. die Titelrolle in der Uraufführung der Oper Friedemann Bach von Paul Graener. 1932 verpflichtete ihn die Städtische Oper Berlin als Ersten Lyrischen Tenor. 1935 sang Ludwig bei den Glyndebourne-Festspielen den Belmonte und den Tamino in den Mozart-Opern Die Entführung aus dem Serail und Die Zauberflöte. 1936 wurde er zum preußischen Kammersänger ernannt. Nach zeitgenössischen Angaben wurde ihm als Opernsänger erst anlässlich des Jahrestages der Machtergreifung der Nationalsozialisten durch Adolf Hitler am 30. Januar 1937 der Titel „Kammersänger“ verliehen. Ludwig blieb im Berliner Engagement bis zur kriegsbedingten Schließung der Theater im Herbst 1944. Er stand 1944 in der Gottbegnadeten-Liste des Reichsministeriums für Volksaufklärung und Propaganda.
Nach dem Krieg gastierte Ludwig, vornehmlich in Mozart-Opern, auch als Evangelist in den Passionen von J. S. Bach, an allen großen Musikzentren der Bundesrepublik Deutschland sowie in Wien und in Salzburg. Zahlreiche Liederabende führten ihn durch fast ganz Europa. Große Gastspiel-Verträge verpflichteten den Sänger an die Staatsopern in Hamburg, München, Wien und Stuttgart. Eine umfangreiche Konzerttätigkeit entfaltete er auch außerhalb Europas, wie etwa in Südamerika. Außerdem wirkte Ludwig bei zahlreichen Tonaufnahmen mit.
Von 1952 bis 1969 lehrte Ludwig als Professor an der Berliner Hochschule für Musik.
Als seine Karriere beendet war, machte er überraschend noch einmal Schlagzeilen: Mitte der 1960er Jahre nahm er das unterbrochene Medizinstudium wieder auf, bestand 1969 das medizinische Staatsexamen an der Freien Universität Berlin und wurde 1971 in Heidelberg mit einer Arbeit über Musik und Medizin – Musiker und Mediziner zum Dr. med. promoviert. Ab 1972 wirkte er als Arzt in der Klinik für Psychosomatik im Schloss Waldleiningen im badischen Odenwald.
Ludwigs Grabstätte befindet sich auf dem Friedhof in Oberkirch (Baden).

## Ehrungen
- 1973: Verdienstkreuz 1. Klasse der Bundesrepublik Deutschland[3]